# 列別季河

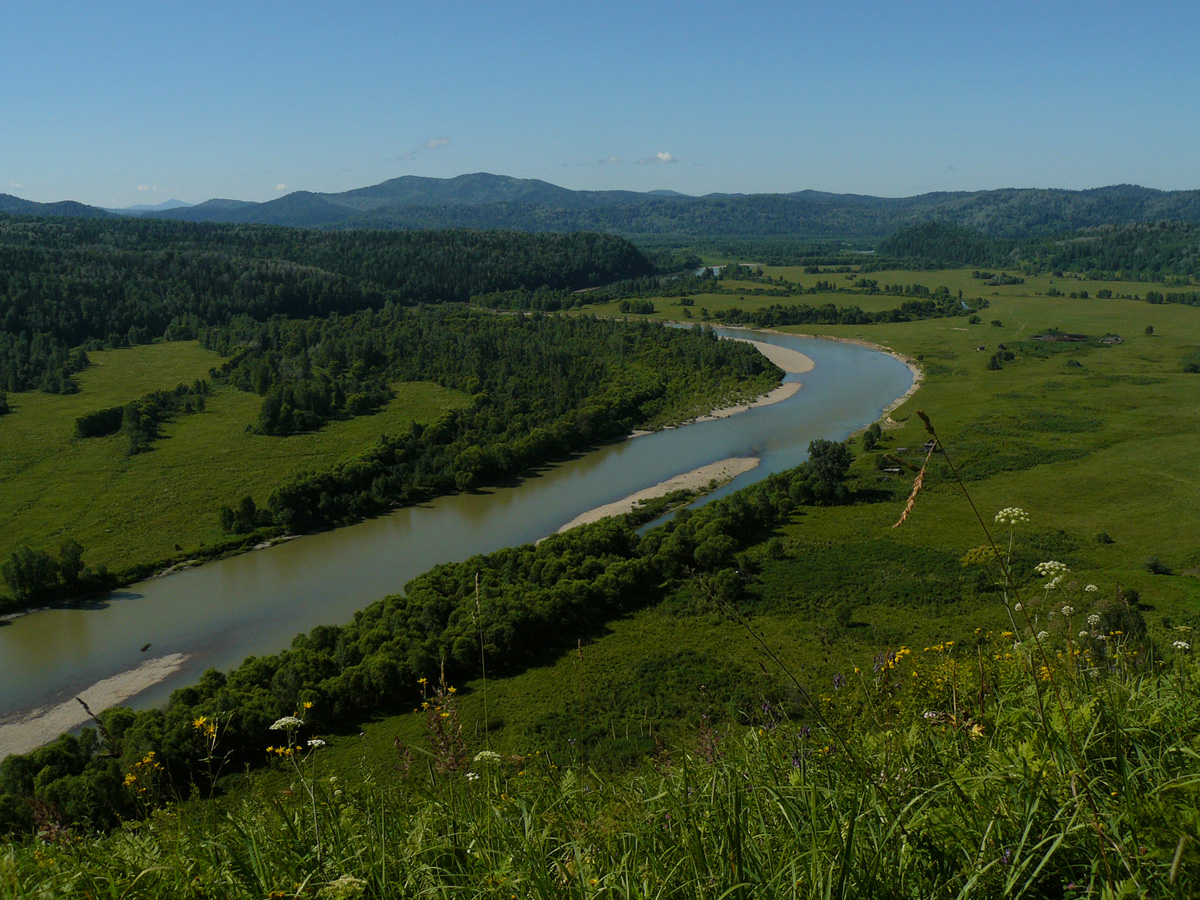

列別季河是俄羅斯的河流，位於阿爾泰共和國，屬於比亞河的支流，河道全長175公里，流域面積4,500平方公里，發源自阿巴坎山，流經庫茲涅茨克盆地。